# Ewa Kucharska (reumatolog)
Ewa Kucharska (ur. 1959) – polska lekarka: internista, specjalista reumatolog, specjalista organizacji i zarządzania w służbie zdrowia. Doktor habilitowany nauk społecznych, doktor medycyny, profesor nadzwyczajny Akademii Ignatianum w Krakowie, kierownik Katedry Gerontologii, Geriatrii i Pracy Socjalnej Wydziału Pedagogicznego Akademii Ignatianum, wykładowca Medycznego Centrum Szkolenia Podyplomowego Uniwersytetu Jagiellońskiego, dyrektor Centrum Medycznego Vadimed.

## Kariera naukowa
W latach 1978–1984 odbyła studia w Akademii Medycznej w Krakowie na Wydziale Lekarskim (obecnie CM UJ). Uzyskała specjalizację I stopnia z zakresu chorób wewnętrznych (1985–1989), specjalizację II stopnia z reumatologii (1989–1992), specjalizację z zakresu organizacji i ochrony zdrowia (1991–1994), w 1999 stopień naukowy doktora (temat rozprawy: „Osteodystrofia nerkowa u osób przewlekle dializowanych”). W 2014 uzyskała na Uniwersytecie Katolickim w Rużomberku tytuł docenta pracy socjalnej (temat rozprawy „Opieka hospicyjna i paliatywna w Rzeczpospolitej Polskiej”).

## Publikacje

### Monografie
- E. Kucharska, Wsparcie medyczne i społeczne w opiece paliatywnej, Kraków 2012
- E. Kucharska, Starzenie się społeczeństwa oraz instytucjonalne formy wsparcia seniorów, Kraków 2012
- E. Kucharska, Wartość trzypunktowego pomiaru densytometrycznego w ocenie osteodystrofii nerkowej u chorych leczonych powtarzalnymi dializami, II wyd., Kraków 2012
- E. Kucharska (red.), Społeczny wymiar zdrowia, Kraków 2012
- E. Kucharska (red.), Zdrowie w pomocy społecznej, Kraków 2012
- Gierat, E. Kucharska, A. Grudziński (red), Pracownik socjalny wobec wyzwań współczesności, Kraków 2012

### Artykuły naukowe
- Kucharska, E. (2000). Osteodystrofia nerkowa u chorych dializowanych w ocenie trzypunktowego pomiaru densytometrycznego. Przegląd Lekarski, 57/6, s. 34.
- Kucharska, E., Nęcek, R. (2011). Polski model systemu ochrony zdrowia a wskazania nauki społecznej Kościoła. Przegląd Lekarski, 68/9, s. 645-651.
- Kucharska, E., Nęcek, R. (2011). Transplantacja jako troska o życie i zdrowie bliźniego. Przegląd Lekarski, 68/12, s. 1208-1214.
- Kucharska, E., Nęcek, R. (2012). Eutanazja – odniesienie do perspektywy klinicznej i etycznej. Praca socjalna, 1, s. 90-101.
- Kucharska, E. (2012). Hospicjum jako instytucja wspierająca człowieka. Przegląd Lekarski, 69/5 s. 212 -216.
- Kucharska, E. (2012). System opieki zdrowotnej wobec wieloproblemowości w pomocy społecznej. Przegląd Lekarski, 69/,9 s. 698-702.
- Kucharska, E. (2012). Rodzaje wsparcia społecznego wobec osób starszych. Przegląd Lekarski, 69/12, s. 1309-1312.
- Kucharska, E. (2012). Aborcja jako ważny problem współczesnych społeczeństw. Przegląd Lekarski, 69/11. s. 1235-1238.
- Kucharska, E., Gąsowski, J., Zimmer-Zatora, E. (2012). Pomiary domowego ciśnienia tętniczego – miejsce w postępowaniu z chorym na nadciśnienie tętnicze?. Terapia, R XX nr 7-8 s. 6-9
- Kucharska, E. (2012). Rola pracownika socjalnego w profilaktyce zdrowia społecznego. Zdrowie w pomocy społecznej, s. 67. (Scriptum)
- Kucharska, E., Nęcek, R. (2012). Eutanazja- odniesienie do perspektywy klinicznej. Praca Socjalna, s. 90.
- Kucharska, E. (2013). Eutanazja – Zabójstwem czy Miłosierdziem? Perspektywa kliniczna. W trosce o życie społeczne, s. 305-318.
- Kucharska, E. (2013). Eutanazja – Zabójstwem czy Miłosierdziem? Perspektywa kliniczna. Życie konsekrowane, s. 68-82 (Parabola)
- Kucharska, E. (2013). Eutanazja – Zabójstwo czy Miłosierdzie?. Społeczeństwo, Studia, prace badawcze i dokumenty z zakresu nauki społecznej kościoła, s. 57-68.
- Kucharska, E. (2013). Nadciśnienie tętnicze u pacjentów w wieku podeszłym – od patofizjologii do racjonalnego leczenia. Przegląd Lekarski, 70/4 s. 215 – 217.
- Kucharska, E. (2013). Cukrzyca typu drugiego – kryteria rozpoznawania, prewencja i cele terapeutyczne w świetle wyników badań i wytycznych American Diabetes Association. Przegląd Lekarski, 70/6 str. 404-406.
- Kucharska, E. (2014). Miażdżyca tętnic – wybrane aspekty. Przegląd Lekarski, 71/7, s. 400-402.
- Kucharska, E. (2015). Opieka paliatywna jako alternatywa dla eutanazji. Na kanwie eutanazji dzieci. Sztuka Leczenia, nr 1-2, s. 37-48.
- Kucharska, E., Głowacki, R., Bereza, K., Gładysz, T., Wałocha, E., Golec, J., Tomaszewska, I. M. (2016). Validation of Polish version of the EORTC Head and Neck module (QLQ –H&N35). Przegląd Lekarski, 73/2, s. 67-71.
- Kucharska, E., Zarychta, M., Henry, B. M., Parandowska, D., Walocha, E., Skotnicki, P., Tomaszewski, K. A. (2017). Factors influencing health-related quality-of-life in Polish colorectal cancer patients without liver metastases = Czynniki wpływające na jakość życia uwarunkowaną stanem zdrowia polskich pacjentów z rakiem jelita grubego bez przerzutów do wątroby. Przegląd lekarski, 74(12), s. 634-640.
- Kucharska, E., Graves, M. J., Sanna, B., Pękała, P. A., Taterra, K., Witczak, K., Barczyński, M., Walocha, J. A., Tomaszewski, K. A. (2017). Anatomical variations of the inferior thyroid artery : a cadaveric examination = Warianty anatomiczne tętnicy tarczowej dolnej : badanie anatomiczne. Przegląd Lekarski, 74(12), s. 631-633.
- Kucharska, E. (2017). Osteoporosis : a social problem in the elderly population. Horyzonty Wychowania, 16 (40), s. 37-57.
- Kucharska, E., Budni, J., Volpato, G. (2017). Cognitive Functions and Neurotropic Factors Associated with Aging: A review. Horyzonty Wychowania, 16 (40), s. 59-71.

### Artykuły naukowe – publikacje zagraniczne
- Kucharska, E. (2012). Profilaktyka osteoporozy jako wyzwanie asystenta seniora. Studia Scientifica Fakultatis Paedagogicae, 2012 (Universitas Catholica Ružomberok)
- Kucharska, E. (2012). Marginalizacja seniorów ze względu na schorzenia geriatryczne. Aktualne dianie, perspektivy a vyvojove trendy. (Dolny Kubin)
- Kucharska, E. (2012). Rodzaje wsparcia społecznego wobec osób starszych. Humanum, 9 (2).
- Kucharska, E., Necek, R. (2012). Solidarity as Cristian Witness. For Example, Patients with Osteoporosis. I. VISEGRAD MEETING Social Services – Pillar of the European Society. (Nitra)
- Kucharska, E., Nęcek, R (2013). Pomoc społeczna i płaszczyzny jej oddziaływania. X. Celoslovenská konferencia sestier pracujúcich v zariadeniach sociálnych služieb s medzinárodnou účasťou, s. 181. (Ružomberok)
- Kucharska, E. (2013). Eutanazja – zabójstwem czy milosierdziem? Perpektywa kliniczna. Sborník z mezinárodní konference. Jihlavské zdravotnícke dny 2013, s. 369. (Jihlava)
- Kucharska, E. (2013). Euthanasia – is it a murder or charity? Clinical perspective. E- Theologos, s. 87–97.
- Kucharska, E. (2013). Solidarita s chorymi ako krest’anske svedectvo na priklade chorych s osteoporozou. Vysehradske stretnutie „Socialne służby ako pilier europskej spolocnosti”, s. 480-491. (Nitra)
- Kucharska, E. (2013). Marginalization of elderly with geriatric diseases. Aktuálne dianie, perspektívy a vývojové trendy v sociálnej, edukačnej a zdravotníckej práci s marginalizovanými skupinami. Zborník príspevkov z medzinárodnej vedeckej konferencie InteRRa 18, s.183-190. (Ružomberok)
- Kucharska, E. (2013). Świadczenie usług socjalnych z perspektywy klienta. X. Celoslovenská konferencia sestier pracujúcich v zariadeniach sociálnych služieb s medzinárodnou účasťou, s. 172. (Ružomberok)
- Kucharska, E., Piotrowicz, K., Skalska, A., Kwater, A., Bhagavatula, S., Gasowski, J. (2014). Pharmacological Management of Hypertension in the Elderly Certitudes and Controversies. Curr Pharm Des, 20.
- Kucharska, E. (2014). Der Kreuzstod Jesu under medizischen Gesichtpunkte. Theologisches, 7-8, s.361-369.
- Kucharska, E., Henry, B. M., Paradowski, J., Kłosiński, M., Walocha, E., Dudkiewicz, Z., Golec, J., Tomaszewski, K. A. (2015). Cross cultural adaptation of the English version of the IOF-QLQ to  Polish, to assess the health-related quality-of-life of patients after a distal radius fracture. Health and Quality of Life Outcomes, DOI 10.1186/s12955-015-0354-x.
- Kucharska, E. (2015). The Role Social Worker in helping Hospice Patients and their Families. Disputationes Scientificae Universitatis Ruzomberok, 1, (Verbum).
- Kucharska, E., Henry, B.M., Wrażeń, W., Hynnekleiv, L., Klosiński, M., Pękała, P. A., Golec, E. B., Tomaszewski, K. A., Pąchalska, M. (2016). Health -Related Quality – of life And Funcionality Outcomes in Short- Stem Versus Standard -Stem Total Hip Arthroplasty: An 18 Month Follow – Up Cohort Study. Med Sci Monit, 22 DOI 10.12659/MSM.900610.
- Kucharska, E., Kłosiński, M., Hnery, B. M., Skinningsrud, B., Dudkiewicz, Z., Chrzanowski, R., Mikos, M., Głowacki, R., Pąchalska, M. (2017). Large prospective validation and cultural adaptation of the Polish version of the Swiss Spinal Stenosis Questionnaire for patients with lumbar spinal stenosis. Annals of Agricultural and Environmental Medicine, 24(4), s. 676-682.
- Kucharska, E., Paradowska, D., Bereza, K., Sanna, B., Tomaszewska, I. M., Dudkiewicz, Z., Skotnicki, P., Bottomley, A., Tomaszewski, K. A. (2017). A prospective study to validate the Polish language version of the European Organisation for Research and Treatment of Cancer (EORTC) Colorectal Liver Metastases (QLQ-LMC21) module. European Journal of Oncology Nursing, 29, s. 148 – 154.
- Kucharska, E., Sanna, B., Paradowska, D., Tomaszewska, I. M., Dudkiewicz, Z., Golec, J., Bottomley, A., Tomaszewski, K. A. (2017). A large scale prospective clinical and psychometric validation of the EORTC colorectal (QLQ- CR29) module in Polish patients with colorectal cancer. European Journal of Cancer Care. DOI: 10.1111/ecc.12713.
- Kucharska, E., Henry, B. M., Kłosiński, M., Pąchalska, M. (2017). Impact of minimally invasive decompression surgery on the quality of life of patients with lumbar spinal stenosis : A 2 year follow-up study. Acta Neuropsychologica, 15(3), s. 229-239.